# Iglesia Episcopal de San Juan (Washington D. C.)
La Iglesia Episcopal de San Juan (en inglés: St. John's Episcopal Church) es una histórica iglesia episcopal situada en la intersección de la Sixteenth Street y la H Street NW, en Washington D. C. (Estados Unidos), junto a la Black Lives Matter Plaza. El edificio, de estilo neogriego, fue diseñado por Benjamin Latrobe y se encuentra junto a Lafayette Square, a una manzana de la Casa Blanca. A menudo es llamada la «iglesia de los presidentes» (en inglés: Church of the Presidents).
Todos los presidentes han asistido a la iglesia al menos una vez desde que fue construida en 1816, a partir de James Madison. Excepto Richard Nixon, todos los presidentes desde Franklin D. Roosevelt han asistido a ceremonias religiosas en el día de su investidura, muchos de ellos en esta iglesia. Fue designada Hito Histórico Nacional en 1960.

## Historia
Organizada como parroquia en 1815, fue dedicada a san Juan Evangelista. El 27 de octubre de 1816 se inauguró el edificio y se celebró la primera ceremonia. El reverendo William Dickinson Hawley sirvió como su rector desde 1817 hasta 1845, además de ser el capellán del Senado.

### Concepción y construcción
Dos años después de que Maryland hubiera cedido a los Estados Unidos el territorio que constituye el actual Distrito de Columbia, la asamblea de ese estado, apreciando la necesidad de atender las necesidades espirituales de los habitantes episcopales que iban a residir allí, y por petición suya, aprobó la ley del 26 de diciembre de 1794, por la que se creó una nueva parroquia, que sería conocida como parroquia de Washington y se compondría de parte de la parroquia de Rock Creek, en el condado de Montgomery, y de la parroquia de san Juan, en el condado de Prince George, dentro de los límites de la nueva ciudad de Washington. El año siguiente los episcopales de la zona este de la nueva parroquia eligieron una sacristía, y el reverendo Ralph fue designado rector. Esta congregación ocupó un pequeño edificio en la D Street y New Jersey Avenue, en la zona sureste de Washington, que desde 1780 se había usado como capilla de proximidad de la parroquia de san Juan en el condado de Prince George. En 1806 las personas que rezaban en esta capilla eligieron una sacristía, y en 1807 se fundó una nueva iglesia en esa zona, que se llamó iglesia de Cristo (en inglés: Christ Church).
En Georgetown, en 1796 los habitantes episcopales habían fundado un movimiento que se concretó en la fundación de una iglesia dentro de la nueva parroquia, de manera que cuando en 1800 el gobierno federal se trasladó de Filadelfia a Washington D. C. los episcopales recién llegados encontraron tres lugares de culto en el distrito, los dos mencionados anteriormente y la iglesia de san Pablo en la parroquia de Rock Creek, pero todos estaban demasiado lejos de la zona más céntrica y densamente poblada de Washington para ser útiles en esos días de carreteras casi intransitables. Para atender esta necesidad, los residentes de los que eran conocidos como el primer y el segundo barrio de Washington —situados entre Georgetown y la Sixth Street— tomaron en 1814 medidas decididas para procurar la construcción de una iglesia en esa parte de la ciudad. Las personas que estuvieron implicadas más activamente en esta tarea fueron Thomas H. Gillis, James Davidson, Lund Washington, Peter Hagner, John Graham, John Peter Van Ness, Joshua Dawson, William Winston Seaton, John Tayloe III, Thomas Munroe, James Thompson, James H. Blake, David Easton y Joseph Gales Jr. La primera anotación en el libro de registro más antiguo de la iglesia, con fecha de 10 de mayo de 1816, se expresa en estos términos:

10 de mayo de 1816. En una reunión de ciudadanos, residentes en el primer y el segundo barrio de la ciudad de Washington, se decidió que los siguientes caballeros fueran designados fideicomisarios para gestionar los asuntos seculares de la iglesia de san Juan, hasta que se pueda designar legalmente una sacristía, y para solicitar a la siguiente Convención de la Iglesia Episcopal Protestante una división de la parroquia de Washington para separar la parroquia de la iglesia de san Juan, viz. John Davidson, Peter Hagner, James Thompson, John Peter Van Ness, John Tayloe III, Thomas H. Gillis, James H. Blake y Roger C. Weightman.

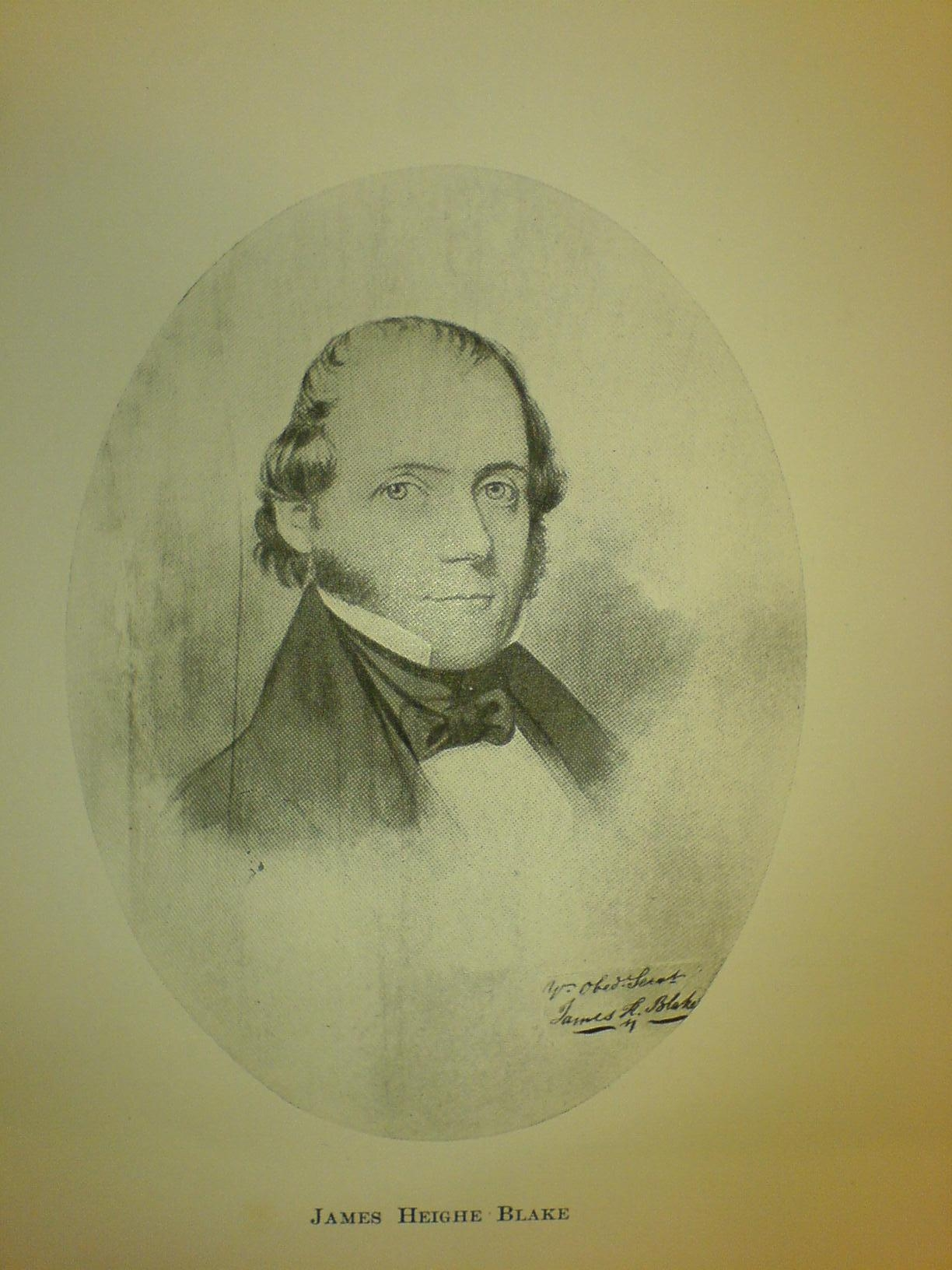
James Heighe Blake.
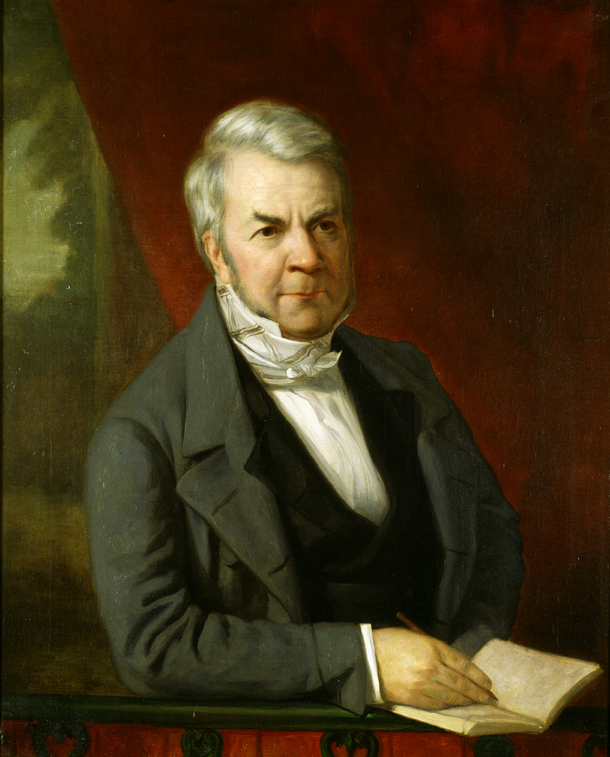
Joseph Gales Jr. (ca. 1844) por George Peter Alexander Healy.
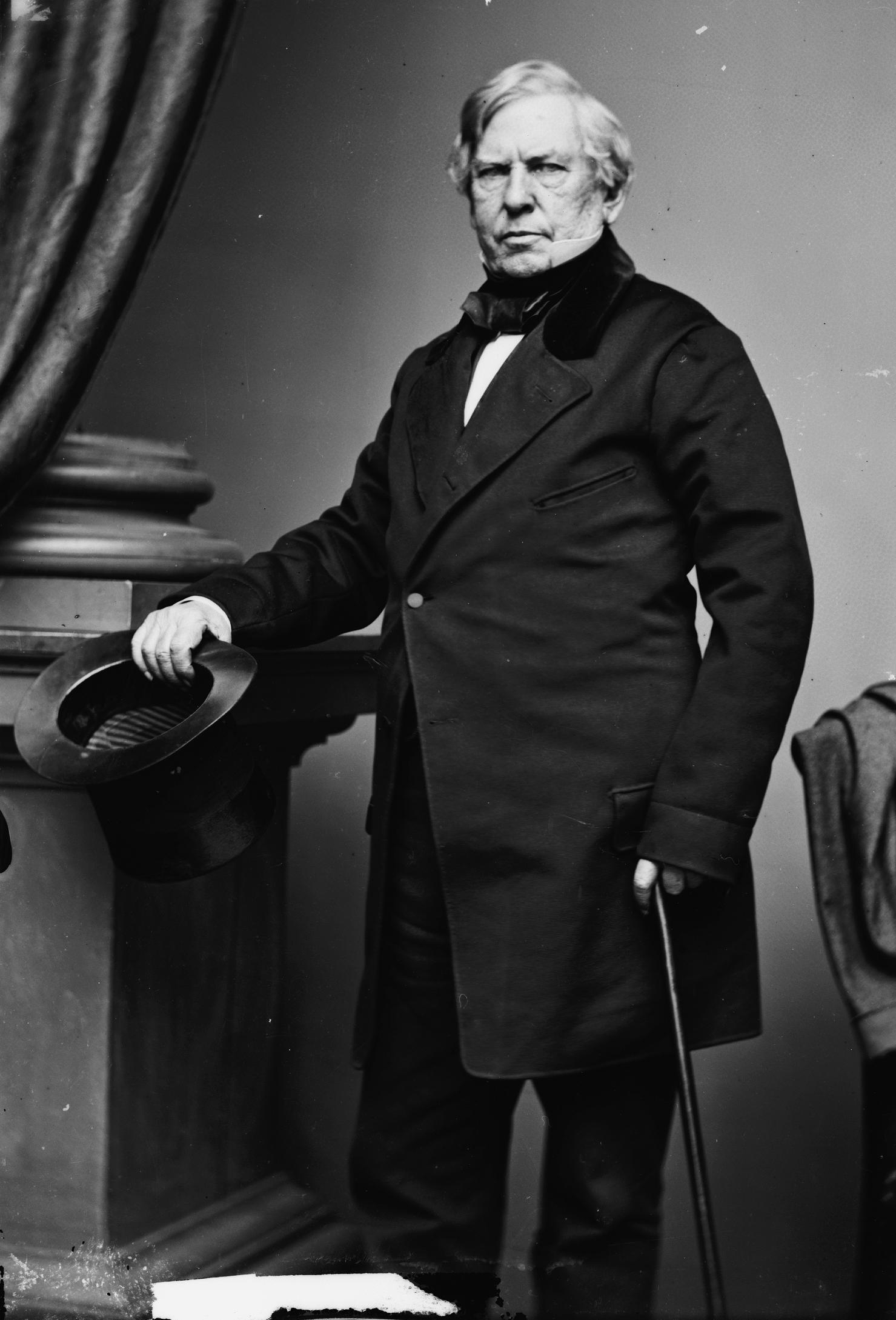
William Winston Seaton del National Intelligencer.
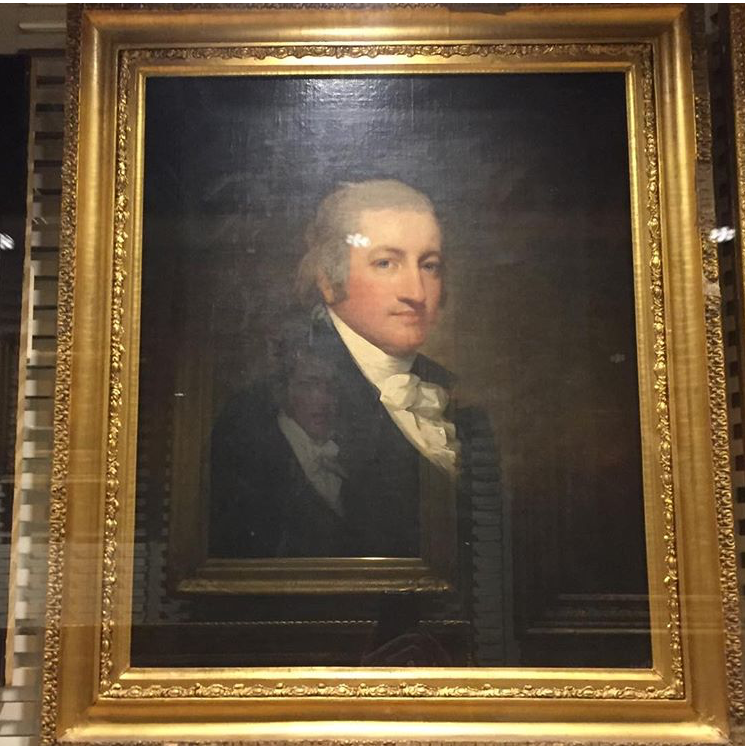
John Tayloe III por Gilbert Stuart, expuesto en el Museo Metropolitano de Arte.
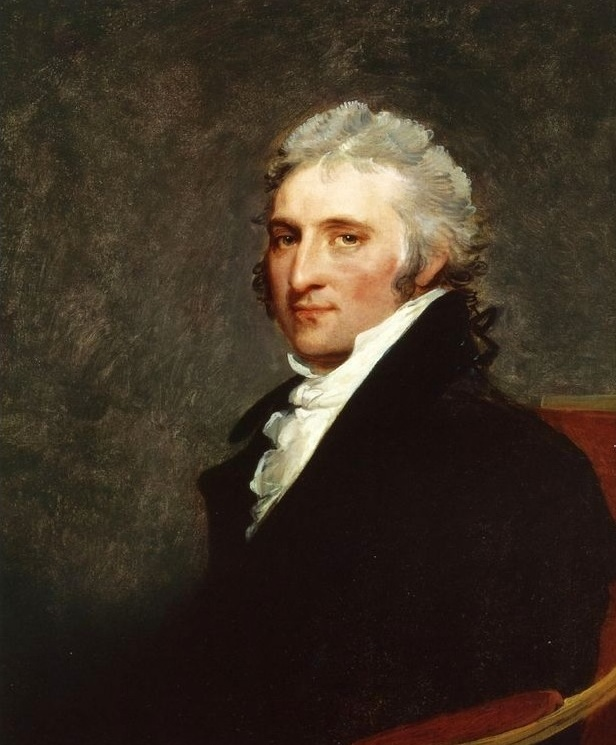
Retrato de 1805 de John Peter Van Ness, por Gilbert Stuart.
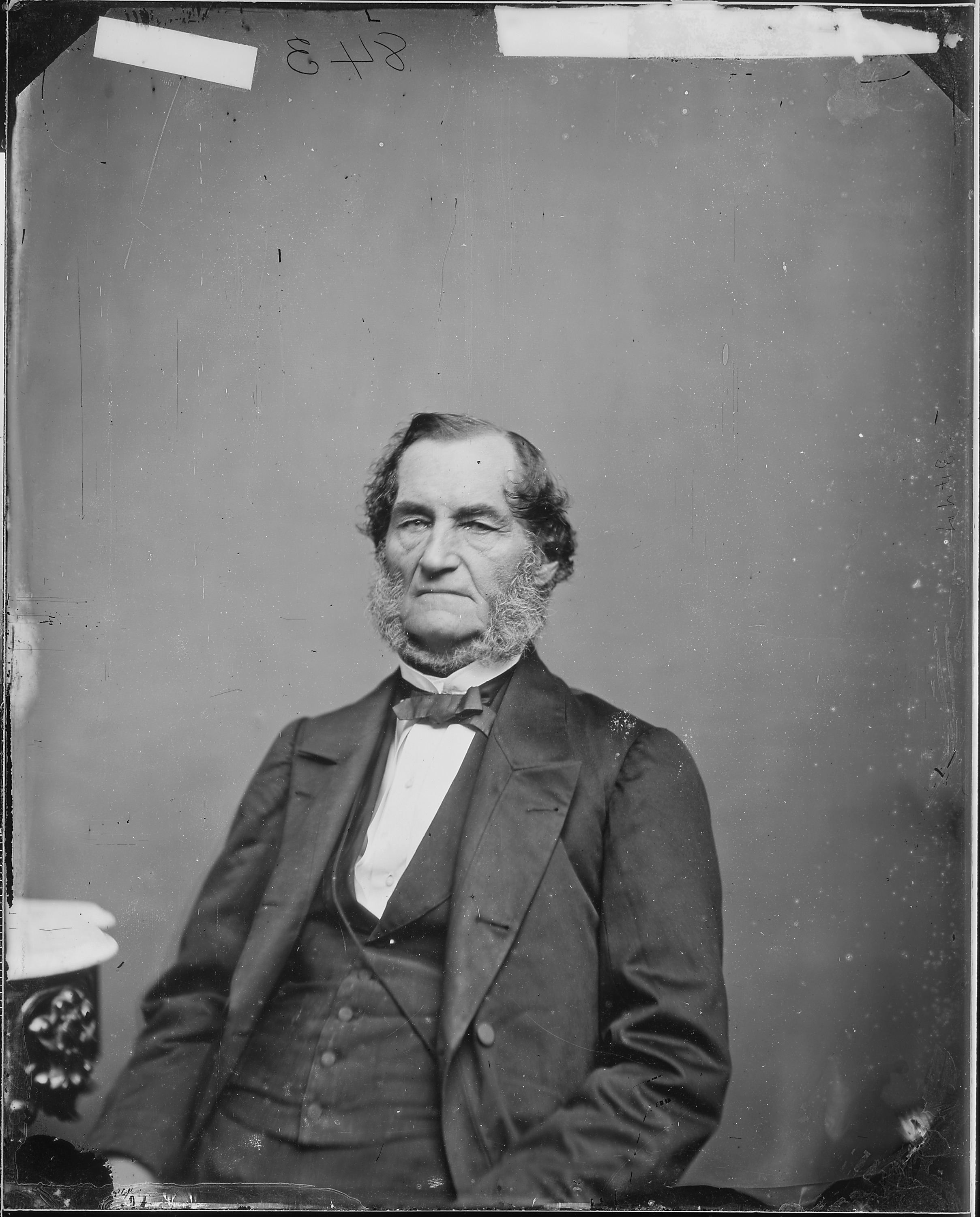
Roger Chew Weightman, alcalde de Washington D. C.

El 27 de diciembre de 1816, día de san Juan, el obispo James Kemp de Maryland realizó la ceremonia de consagración de la iglesia. El edificio fue diseñado por Benjamin Latrobe y construido bajo su supervisión. Latrobe declinó recibir cualquier compensación por sus servicios, pero la sacristía decidió ofrecerle un banco libre de alquiler en agradecimiento por su generosidad, que él declinó, expresando su preferencia por algún objeto que pudiera transmitir a sus hijos, por lo que el obsequio tomó la forma de una placa. John Tayloe III donó a la parroquia un servicio de comunión de plata, que el obispo William Meade, en su obra sobre las antiguas iglesias de Virginia, dice que había sido adquirido por el coronel Tayloe en una venta de los efectos de la iglesia parroquial de Lunenburg (iglesia de Farnham) en el condado de Richmond, para evitar su desacralización.

### Ampliación
En 1842 se había hecho evidente que era necesario aumentar el número de asientos de la iglesia, y en una reunión de los propietarios de los bancos convocada por aviso público el 11 de noviembre de 1842 se designó un comité, compuesto por Richard Smith, John Canfield Spencer, Peter Hagner, Benjamin Ogle Tayloe y William Thomas Carroll, para que elaborara un plan para incrementar el número de bancos, mejorar el acceso a las galerías y ajustar debidamente los intereses de los propietarios de los bancos existentes. El comité informó el 28 de noviembre, y en el siguiente mes de abril el coronel John James Abert, el general Winfield Scott, Frank Markoe y Charles Gordon fueron designados como comité para llevar a cabo el plan. Tras su ejecución se alteró profundamente la disposición original de los bancos y pasillos, que había permanecido sustancialmente sin cambios hasta entonces. Los bancos con respaldo alto fueron sustituidos por asientos con respaldo bajo, el pavimento de ladrillo desapareció junto con la antigua forma de los pasillos, se amplió el cancel y se retiró el púlpito con forma de copa de vino.

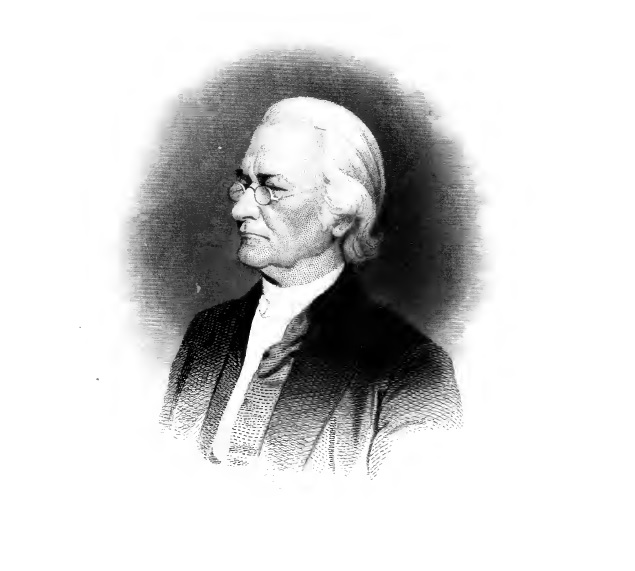
El obispo William Meade.
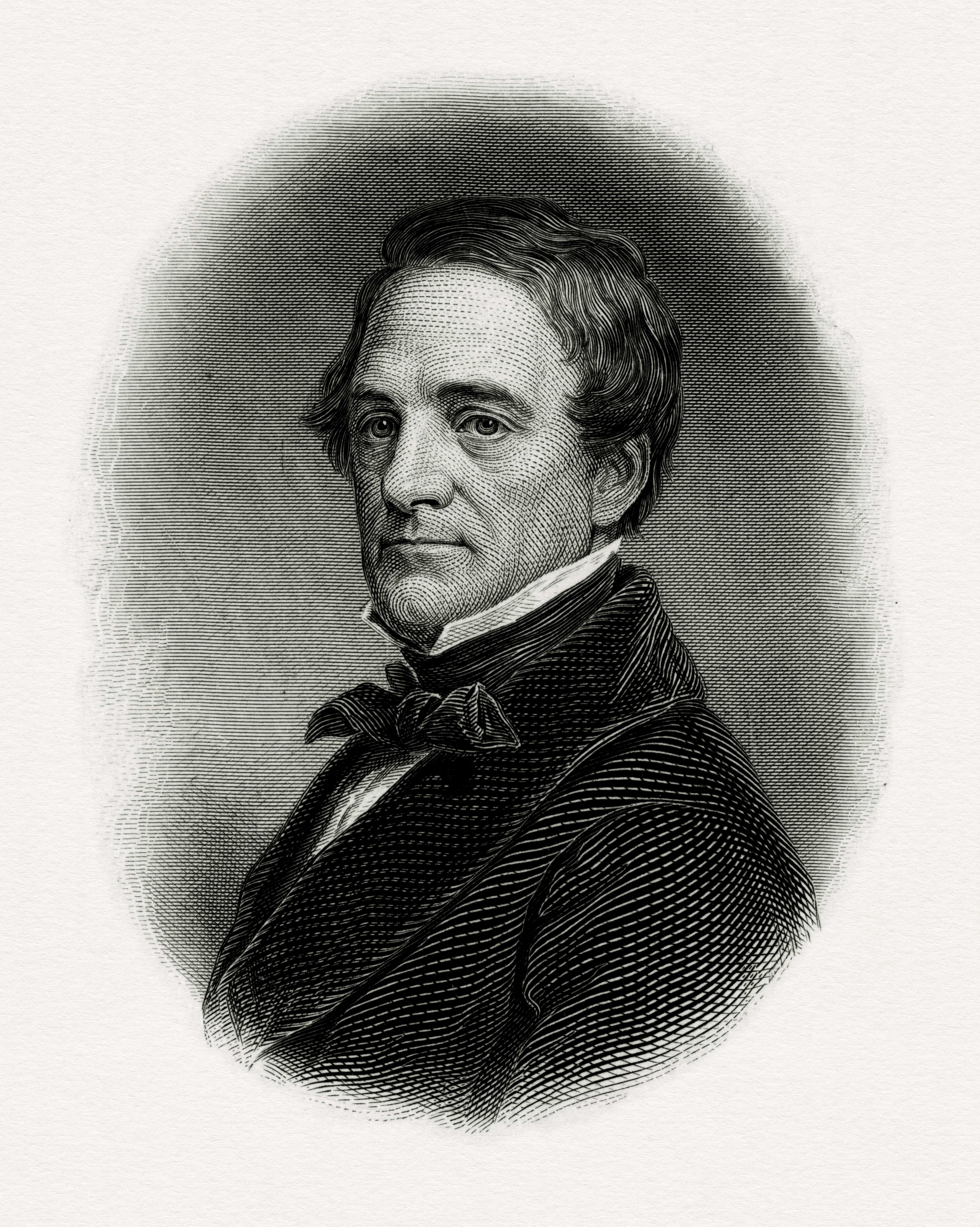
John Canfield Spencer.
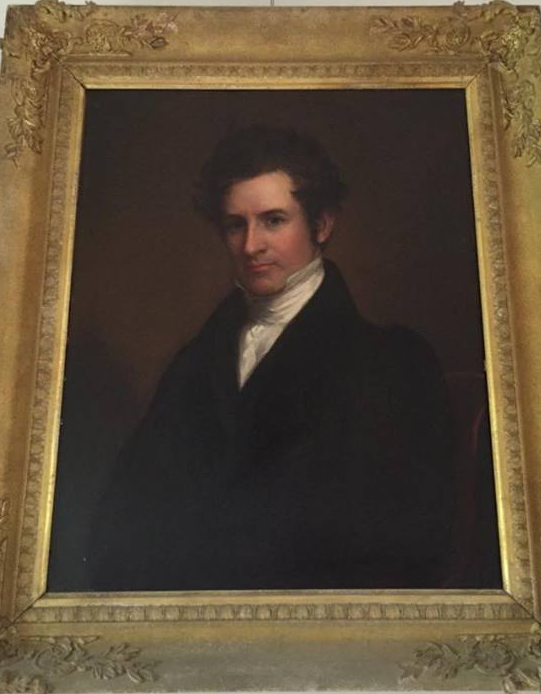
Benjamin Ogle Tayloe por Thomas Sully.
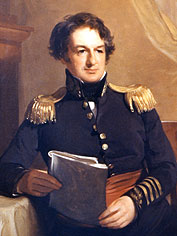
John James Abert.
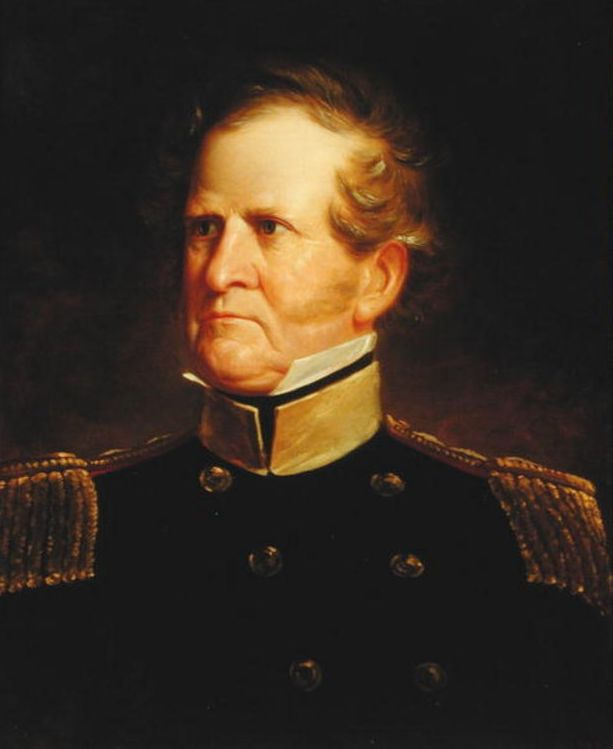
Winfield Scott, retrato de 1835 por George Catlin.
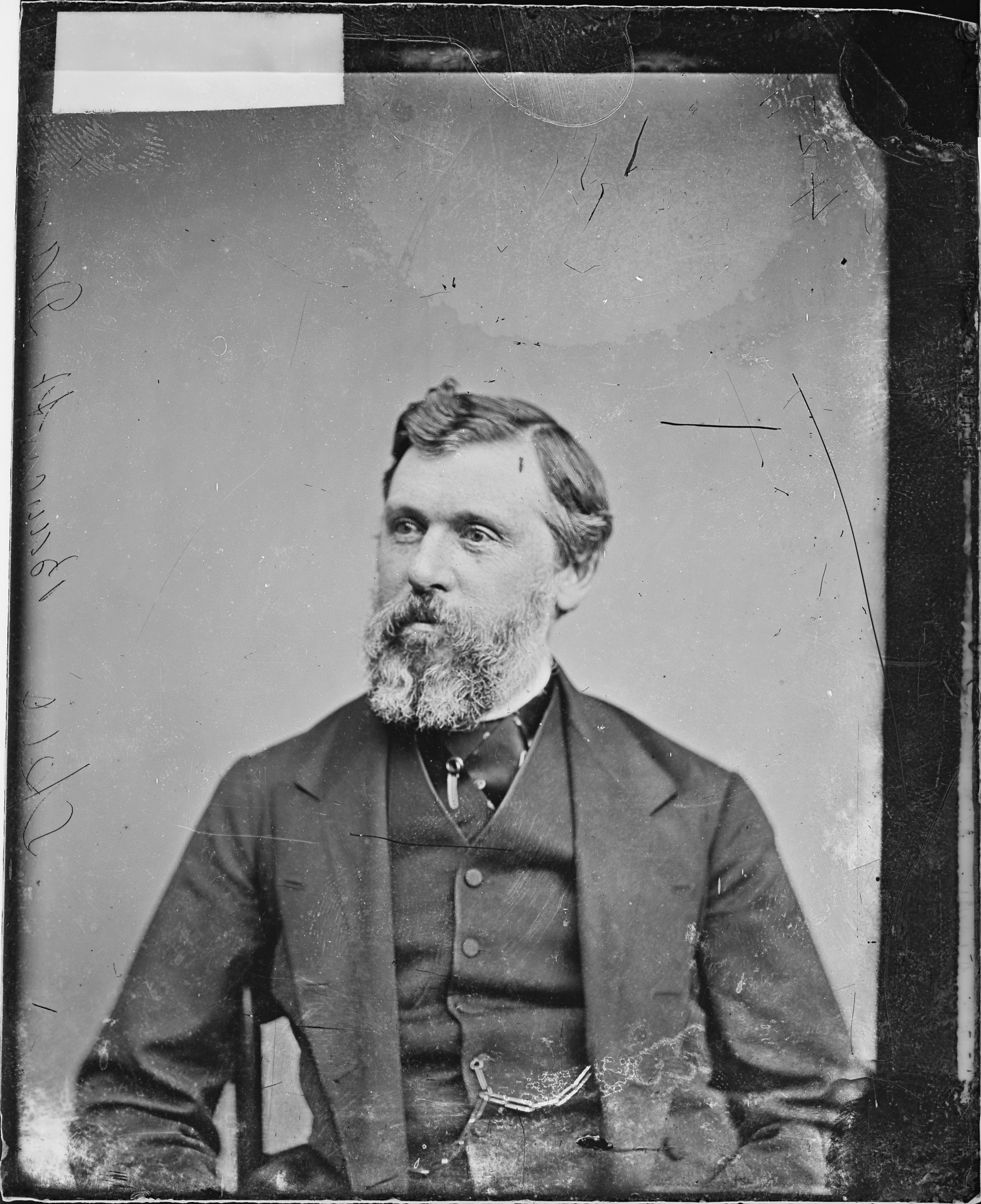
Bancroft Davis.

En 1883 se realizaron cambios todavía más caros bajo la dirección de Bancroft Davis y el general Peter V. Hagner, y en casi todas las ventanas se instalaron vidrieras dedicadas, en su mayor parte, a miembros fallecidos de la congregación. El cancel fue ampliado considerablemente, se colocó un nuevo órgano dentro del presbiterio, se construyó un anexo en la esquina sureste de la iglesia para que albergara una capellanía y se construyó una nueva sacristía, salas de coro y oficinas. En total se añadieron más de ciento ochenta asientos, elevando el número de asientos total de la iglesia a setecientos ochenta.
En 1902, el funeral de Estado del embajador británico Lord Pauncefote tuvo lugar en la iglesia de san Juan.

## La iglesia de los presidentes

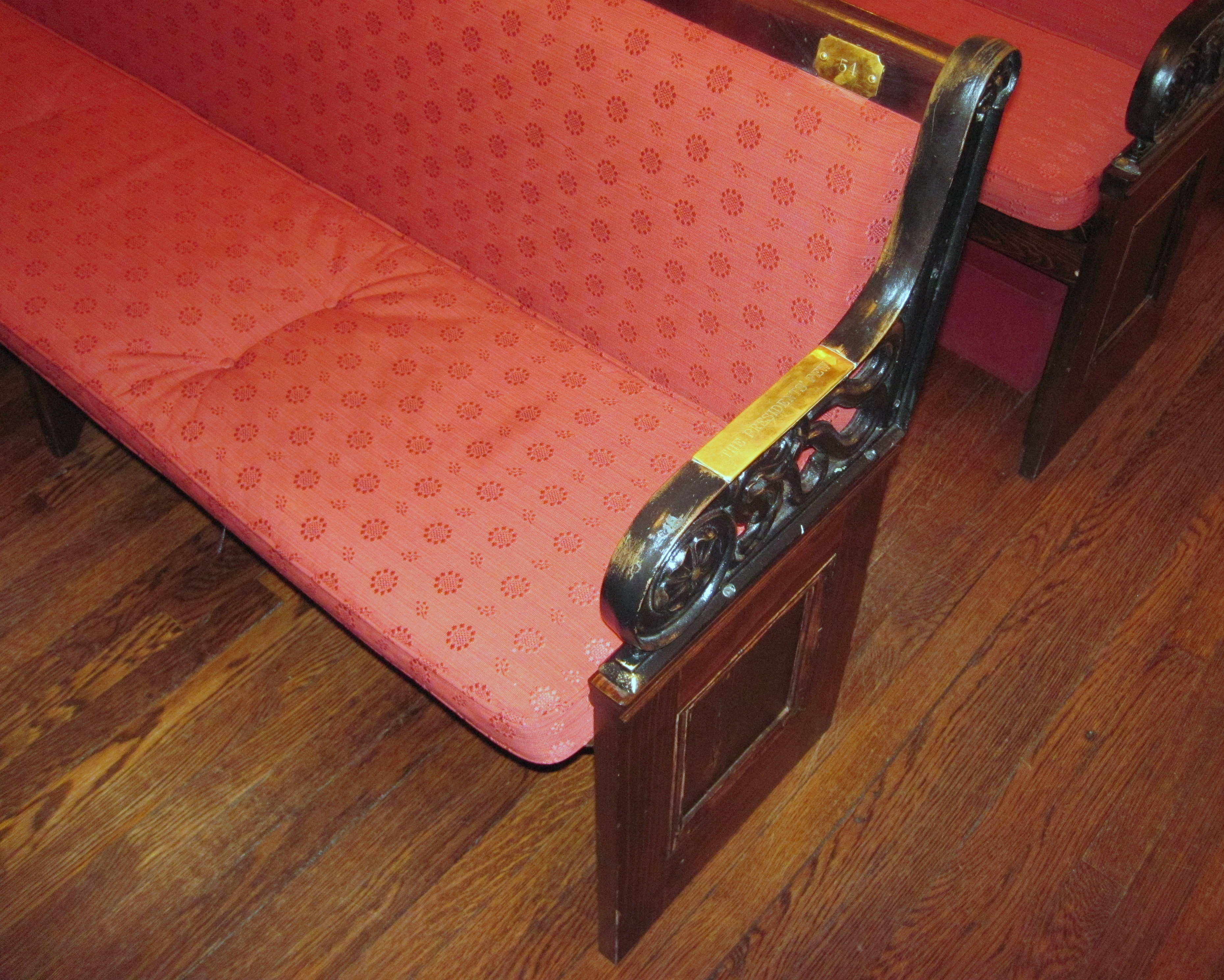
El banco del presidente.

A partir de James Madison, todos los presidentes de los Estados Unidos han asistido ocasionalmente a la iglesia debido tanto a la gran proporción de presidentes episcopales como a la proximidad de la iglesia a la Casa Blanca. Quizá el presidente más devoto fue Abraham Lincoln, que durante toda la Guerra de Secesión se unía cada día a la oración vespertina desde un discreto banco trasero. La iglesia recibe popularmente el apodo de «iglesia de los presidentes» (Church of the Presidents).
El presidente James Madison estableció la tradición del «banco del presidente», eligiendo al banco 28 para su uso privado en 1816. Durante sus primeros años, la iglesia se financiaba con las suscripciones de los bancos; aunque la sacristía ofreció un banco gratis al presidente Madison, él insistió en pagar la renta. Durante una renovación en 1843, los bancos recibieron una nueva numeración, y el banco del presidente pasó a ser el banco 58. El presidente John Tyler pidió que le asignaran el banco 58, y pagó por su uso a perpetuidad por los presidentes de los Estados Unidos. En 1883, nuevas renovaciones cambiaron la numeración del asiento al banco 54, y este banco ha permanecido reservado para el uso del presidente cuando se encuentra en la iglesia. Aunque el «banco del presidente» está disponible para el uso de cualquier presidente que desee rezar en la iglesia, en bodas y otros eventos el presidente habitualmente se sienta en el banco delantero por motivos de protocolo.
El presidente Chester A. Arthur encargó una ventana conmemorativa para su esposa, Ellen Lewis Herndon Arthur, fallecida en 1880, que se colocó en el transepto sur de la iglesia, es visible desde la Casa Blanca y se ilumina desde dentro de acuerdo con sus deseos.

### Papel en las protestas de 2020

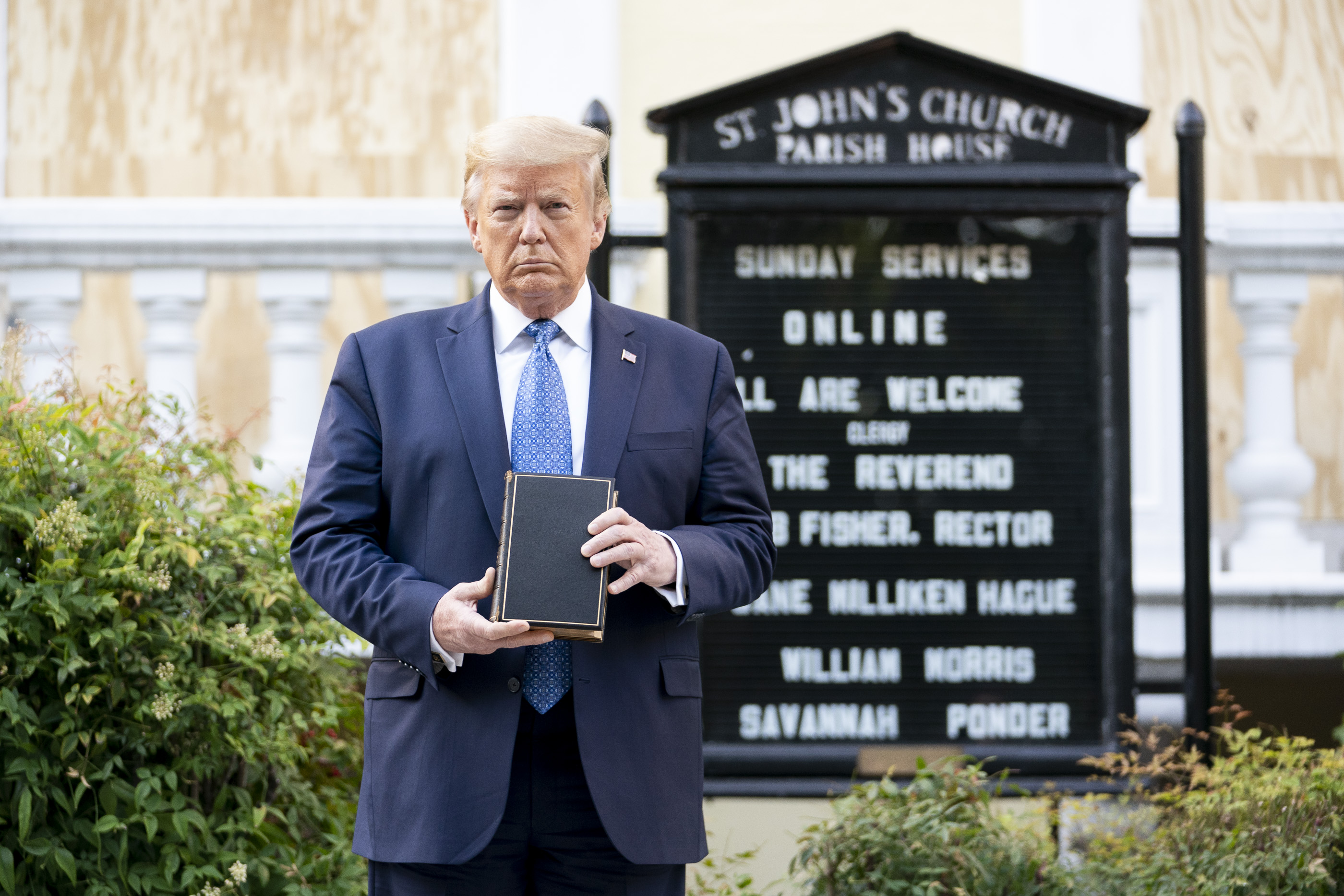
El presidente Donald Trump delante de la Ashburton House tapiada el 1 de junio de 2020.

Durante las protestas por el asesinato de George Floyd, en la noche del 31 de mayo de 2020, fueron prendidos varios incendios en Washington D. C., incluido uno en el sótano de la Ashburton House, la casa parroquial de la iglesia episcopal de san Juan. El incendio estuvo aislado en la guardería de la iglesia y fue extinguido por los bomberos. Según el rector de la iglesia, el reverendo Rob Fisher, durante las protestas «se prendió un fuego en la guardería, en el sótano de la Ashburton House». Fisher indicó que el incendio fue pequeño, destruyendo la guardería pero dejando el resto de la iglesia intacto, excepto por los grafitis.
El día siguiente, las tropas de la policía y la Guardia Nacional despejaron los manifestantes que había en los alrededores de la iglesia usando gas lacrimógeno, bombas de humo y pelotas de goma para permitir que el presidente Donald Trump caminara desde la Casa Blanca hasta la iglesia de san Juan para un photocall delante de la iglesia. El obispo episcopal de Washington, Mariann Budde, que supervisa la iglesia, criticó el uso de gas lacrimógeno para despejar los terrenos de la iglesia para un photocall «como telón de fondo para un mensaje opuesto a las enseñanzas de Jesús».

## Diseño
En 1966, el Departamento del Interior de los Estados Unidos añadió la iglesia de san Juan al Registro Nacional de Lugares Históricos, y está designada como propiedad contribuidora del distrito histórico de Lafayette Square y del distrito histórico de la Sixteenth Street. El edificio de la iglesia fue diseñado por Benjamin Latrobe, el arquitecto del Capitolio de los Estados Unidos, y está construido con ladrillos revestidos con estuco, tomando la forma de una cruz griega. En 1820, se añadieron el pórtico y la torre.
La campana de la iglesia pesa casi 500 kg. Fue fundida en agosto de 1822 por el hijo de Paul Revere, Joseph, en su fundición de Boston e instalada en la iglesia el 30 de noviembre de 1822. El presidente James Monroe autorizó una contribución de 100 dólares de fondos públicos para la compra de esta campana, que también servía como campana de alarma para los barrios y edificios públicos de los alrededores de la iglesia. La campana de la iglesia de san Juan es una de las dos campanas de Revere en Washington, ambas fundidas e instaladas en 1822. De las dos, sin embargo, la de san Juan es la única que ha funcionado de manera ininterrumpida desde su instalación. De acuerdo con al menos dos fuentes, la leyenda afirma que cuando doblan las campanas debido a la muerte de una persona notable, aparecen seis hombres fantasmales con túnicas blancas en el banco del presidente en medianoche y entonces desaparecen.
Entre las obras de arte de la iglesia se encuentran dos esculturas de Jay Hall Carpenter, una cruz de capilla de latón pulido, y Ascenso al cielo, un ángel de bronce a tres cuartos de tamaño natural y un niño mirando al columbario de la iglesia.